# Gran estupa Bön
El Gran estupa Bön es un tipo de estupa budista de carácter tántrico. Fue la primera en construirse en México y está situada en el municipio Valle de Bravo en el Estado de México, a 2 kilómetros al sur del núcleo urbano, en México. Tiene una altura de 15 metros y un área de 60 m².
Dentro se guardan reliquias, el Kanjur y el Tanjur completos así como otros objetos. Pertenece al centro Karma Guen, creado en honor a su primer maestro Lama Ole Nydahl y está dedicado a los grandes lamas del linaje Kagyu en México.